# Erwin Plachy
Erwin Franz Plachy (* 23. September 1904 in Leitmeritz, Bezirk Leitmeritz, Österreich-Ungarn; † 30. September 1991 in Berlin) war ein deutscher Agrarwissenschaftler und Hochschullehrer. 

## Leben und Werk
Erwin Plachy's Geburtsort Leitmeritz gehörte zum Königreich Böhmen und gelangte 1918 zur neu gegründeten Tschechoslowakei. Nach dem Schulbesuch studierte er von 1922 bis 1927 Agraringenieurwesens an der Deutschen Technischen Hochschule Prag. Danach trat er 1929 in den tschechoslowakischen Staatsdienst ein und wurde Beamter in der Staatsgüterverwaltung. Nach der Zerschlagung der Tschechoslowakei und der Bildung des Reichsgaus Sudetenland wurde er 1939 Mitarbeiter der Planungsabteilung der Reichsarbeitsdienstes. 1941 promovierte er in Wien zum Dr. agr. Nach seiner aus politischen Gründen erfolgten Entlassung 1944 wurde er in Wien zunächst als Hilfskraft beschäftigt und war danach wissenschaftlicher Assistent am Institut für Meeresbiologie der Hochschule für Bodenkultur.
Nach Kriegsende 1945 ging er nach Sachsen, wo er als Volontärassistent am Institut für Landwirtschaft der Universität Leipzig tätig wurde. 1946 trat er der SED bei. Nach seiner Habilitation in Leipzig war er von 1949 bis 1958 Direktor des dortigen Instituts für landwirtschaftliche Bodenkunde und Mikrobiologie, dann wechselte er an die Humboldt-Universität zu Berlin (HUB), wo er Direktor des Instituts für Bodenkunde und Pflanzenernährung wurde. Bis 1963 bekleidete er als Professor zugleich den Lehrstuhl für Bodenkunde und Pflanzenernährung an der HUB.
Er war Ehrenmitglied der Tschechoslowakischen Akademie der Wissenschaft zu Prag und 1951–1970 ordentliches Mitglied der Deutschen Akademie der Landwirtschaftswissenschaften.

## Schriften (Auswahl)
- Studie über die bakterizide Wirkung des Naturhonigs (Blüten und Blatthonig) aus verschiedenen Höhenlagen sowie einige Untersuchungen über die Eigenschaft der antibakteriellen Hemmungsstoffe (Inhibine) im Naturhonig . 1941.
- Die antibakteriellen Wirkungsstoffe. 1944.
- Beste Dungbereitung im Bauernbetrieb. Erfurt 1948.
- (Hrsg.): Geologie und Mineralogie. 6. Aufl., Markkleeberg 1962.